# Wilhelm Hammann
Hermann Wilhelm Hammann (* 25. Februar 1897 in Biebesheim; † 26. Juli 1955 in Rüsselsheim) war ein hessischer Pädagoge, Landtagsabgeordneter und Kommunalpolitiker der KPD. Während der Zeit des Nationalsozialismus war er im Konzentrationslager Buchenwald inhaftiert, wo er 159 jüdischen Kindern das Leben rettete. Im Jahre 1984 erhielt er postum den israelischen Ehrentitel „Gerechter unter den Völkern“.

## Leben
Hammann war vor 1933 Lehrer sowie von 1927 bis 1933 Abgeordneter der KPD im Landtag des Volksstaates Hessen. Nach der Machtergreifung durch die Nationalsozialisten wurde er im April 1933 verhaftet und kam in das Zuchthaus Marienschloß bei Rockenberg. Am 27. August 1938 wurde er in das KZ Buchenwald eingeliefert. Er bekam dort die Häftlings-Nr. 1224 und war Blockältester im Kinderblock 8. In dieser Funktion rettete Hammann 159 jüdischen Kindern das Leben. Bei der Befreiung des KZ am 11. April 1945 konnte er die Kinder in die Freiheit führen.
Im Juli 1945 wurde er auf Vorschlag von Bürgermeistern, fast ausschließlich Sozialdemokraten, zum Landrat des südhessischen Landkreises Groß-Gerau ernannt; am 17. Oktober 1945 erhielt er seine Ernennungsurkunde.
Mit dem Beginn des Kalten Krieges versuchte die US-Militärregierung, den Kommunisten Hammann aus dem öffentlichen Dienst zu entfernen. Sein Vorgehen gegen einen US-Offizier, der für das Krankenhaus bestimmte Lebensmittel zum eigenen Gebrauch beschlagnahmt hatte, wurde als Anlass für Verhaftung und Anklage genommen. Hammann wurde jedoch im Februar 1946 von einem amerikanischen Militärgericht freigesprochen. Allerdings wurde während seiner Haftzeit die Landratsstelle in Groß-Gerau mit dem Sozialdemokraten Jean Christoph Harth neu besetzt.
Hammann wurde am 22. März 1946 durch die US-Militärpolizei erneut verhaftet und in das US-Internierungslager in Darmstadt eingeliefert, später nach Kornwestheim verlegt. Es wurde ihm vorgeworfen, in Buchenwald Verbrechen gegen die Menschlichkeit begangen zu haben. Bis zum Mai 1947 blieb er in Haft und wurde schließlich in das Internierungslager Dachau gebracht, das ehemalige KZ, in dem nun vorwiegend nationalsozialistische Verbrecher festgehalten wurden.
Gegen seine Verhaftung protestierten bei den Amerikanern Antifaschisten unterschiedlichster Couleur, so Werner Hilpert, CDU, stellvertretender Ministerpräsident von Hessen und ehemals Häftling in Buchenwald, Oskar Müller, KPD, Arbeitsminister und ehemals Häftling in Dachau, sowie Emil Carlebach, Mitbegründer der Frankfurter Rundschau und ebenfalls ehemals Häftling in Buchenwald. Hilpert als CDU-Landesvorsitzender bürgte für Hammann gegenüber den Amerikanern. Trotz der eindeutigen Beweise für seine Unschuld bedurfte es des eindringlichen Protestes vieler Antifaschisten aus vielen europäischen Ländern, die als Zeugen zum Buchenwald-Prozess nach Dachau gekommen waren, um Hammann zu rehabilitieren. Schließlich wurde nach hartnäckigen Verhandlungen mit den Amerikanern Hammanns Freispruch erwirkt. Die Anklage bescheinigte ihm seine „vollkommene antifaschistische Einstellung und seine Unbescholtenheit“. Auch die sowjetische Militärbehörde sprach Hammann ihre Anerkennung und ihren Dank aus, weil er im Block 8 vor allem auch jugendliche sowjetische Häftlinge betreut hatte.
Später war Hammann als Kreissekretär der KPD im Kreis Groß-Gerau tätig. Hammann war auch Mitbegründer der VVN. Er verstarb infolge eines Autounfalls am 25. Juli 1955. In einem Waldstück auf der früheren Bundesstraße 26 (aktuell: L 3482) zwischen Bischofsheim und Königstädten prallte sein Auto frontal mit einem stehenden US-Panzer zusammen. Obwohl Hammann äußerlich nur Nasenbluten gehabt haben soll, verstarb er kurz darauf in einem US-Militärkrankenwagen.
Wilhelm Hammanns Grab befindet sich auf dem Friedhof von Groß-Gerau in der Klein-Gerauer Straße.

## Ehrungen
Im März 1984 wurde Wilhelm Hammann in Israel postum für die Rettung der jüdischen Kinder im KZ Buchenwald geehrt. In der „Allee der Gerechten“ von Yad Vashem trägt jeder Baum den Namen eines Menschen, der mithalf, Juden vor der Vernichtung zu bewahren. „Gerechter unter den Völkern“ lautet der Ehrentitel der hier Verewigten. Es ist die höchste Auszeichnung, die Israel zu vergeben hat. Einer der Bäume trägt nun den Namen von Wilhelm Hammann.
Der Wilhelm-Hammann-Preis wird vom Förderverein für Jüdische Geschichte und Kultur im Kreis Groß-Gerau vergeben. Weiterhin sind eine Schule in Erfurt und je eine Straße im Büttelborner Ortsteil Worfelden sowie in Groß-Gerau nach dem Retter der Kinder von Buchenwald benannt.
2024 wurde in Biebesheim am Rhein, zu seinem Gedenken, eine Stele eingeweiht. Diese steht an dem auf ihn benannten „Wilhelm-Hammann-Weg“.